# Carla Zampatti
Carla Maria Zampatti (Lovero, Lombardía; 19 de mayo de 1942 - Sídney, Nueva Gales del Sur; 3 de abril de 2021) fue una diseñadora de moda y empresaria italiana radicada en Australia, y presidenta ejecutiva de la marca de moda Carla Zampatti Pty Ltd.

## Primeros años
Nacida en Lovero, Italia en 1942, Zampatti se mudó con su familia a Fremantle, Australia Occidental en 1950. La familia luego se mudó a Bullfinch, un pequeño pueblo minero australiano en donde ella asistió a la escuela allí durante varios años.

## Carrera
En 1965, Zampatti produjo su primera colección pequeña para Zampatti Pty Limited, seguida dos años más tarde por un lanzamiento nacional, y en 1970, por el establecimiento de Carla Zampatti Limited. Su ropa fue apreciada y gustada desde el principio. Uno de sus primeros vestidos, comprado en 1967, todavía estaba en uso para ocasiones especiales por su comprador original en 2021.
Zampatti abrió su primera boutique en 1972 en el suburbio de Surry Hills en Sídney. Durante los siguientes tres años, se abrieron boutiques en otros suburbios más de Sídney como Mosman, Double Bay y Elizabeth Street haciendo crecer la compañía Carla Zampatti Pty Ltd para crear una cadena de 30 boutiques y tiendas conceptuales Carla Zampatti en Australia. Con el crecimiento de la etiqueta, Zampatti se mudó dentro de la tienda departamental David Jones en 1990 y las tiendas Myer en 1992, aunque firmó un contrato de exclusividad con David Jones en 2009. Se sabe que la cantante australiana de ascendencia italiana, Tina Arena, usa sus piezas, al igual que otros íconos australianos como María de Dinamarca, Dannii Minogue, Delta Goodrem e Ita Buttrose.
En 1973, Zampatti se convirtió en una de las primeras diseñadoras australianas en introducir trajes de baño en su colección. Expandiéndose a otras áreas de la moda, recibió el encargo de crear las primeras gafas de diseñador de la gama de Polaroid. En 1983, Zampatti lanzó su primer perfume, 'Carla'. Fue un éxito y lanzó una segunda en 1987, 'Bellezza'. En asociación con Ford Australia, Zampatti rediseñó un automóvil especialmente para el mercado femenino. Su primer Laser, producido en 1985, fue seguido dos años más tarde con una colección de Laser y Meteor.
Zampatti ocupó varios cargos directivos, incluido el de presidenta de la SBS Corporation, directora del Westfield Group, y fideicomisaria de la Galería de Arte de Nueva Gales del Sur. Fue miembro de la junta de la Australian Multicultural Foundation, el European Australian Business Council, la Sydney Dance Company, la MCA Foundation y la Industry Advisory Board de UTS VC.
En 2015, HarperCollins publicó la autobiografía de Zampatti, My Life, My Look.

## Premios y honores
Zampatti fue nombrada Miembro de la Orden de Australia (AM) en los honores del Día de Australia de 1987 por su servicio a la industria de la moda como diseñador y fabricante. Fue elevada como Compañera de la Orden en la Lista de Honores del Cumpleaños de la Reina de 2009. En 2001, Zampatti recibió la Medalla del Centenario por sus servicios a la sociedad australiana en liderazgo empresarial. Zampatti fue una empresaria del año de Bulletin/Qantas, y en 1994 la industria de la moda de Australia la nombró Diseñadora del año.
En enero de 2005, Zampatti fue honrada por el Australia Post y nombrada en un sello postal australiano conmemorativo, junto con otros diseñadores de moda australianos como Prue Acton, Jenny Bannister, Collette Dinnigan, Akira Isogawa y Joe Saba. El premio se anuncia anualmente en el período previo al Día de Australia, y sus destinatarios aparecen individualmente en un sello postal. Posteriormente, Zampatti diseñó la nueva ropa corporativa de Australia Post, lanzada en octubre de 2007.
En 2004, el Gobierno de Italia la nombró Comandante de la Orden del Mérito de la República Italiana.
El Australian Fashion Laureate Award fue otorgado a Zampatti en agosto de 2008. El premio es votado por miembros de la industria, una iniciativa del Gobierno de Nueva Gales del Sur e IMG Fashion. Reconoce los logros sobresalientes y es el mayor honor en la industria de la moda australiana.
En 1999, Zampatti fue admitida como Doctor honoris causa en Letras por la Universidad de Western Sydney. En diciembre de 2018, la Universidad de Wollongong también le otorgó un doctorado honoris causa.

## Vida personal
Zampatti estuvo casada dos veces: su primer marido fue Leo Schuman, con quien se casó en 1964 y se divorció en 1970. Su segundo marido fue el político John Spender desde 1975 hasta que se separaron en 2008 y se divorciaron en 2010.
Tuvo tres hijos: Alex Schuman, Allegra Spender (directora general de Carla Zampatti Limited) y Bianca Spender (diseñadora).
El 26 de marzo de 2021, Zampatti asistió a la noche de apertura de La traviata en Mrs Macquarie's Point en el puerto de Sídney, donde quedó inconsciente después de caer por una escalera. Fue llevada al Hospital de San Vicente donde murió a causa de sus heridas el 3 de abril, a la edad de 78 años. La familia de Zampatti aceptó la oferta de un funeral de estado del gobierno de Nueva Gales del Sur.